# تفاح إسفيني
تفاح إسفيني (الاسم العلمي:Malus cuneata) هو نوع غير مؤكد من النباتات يتبع جنس التفاح من الفصيلة الوردية.